# 新北產業園區站
25°03′42″N 121°27′31″E / 25.06167°N 121.45861°E

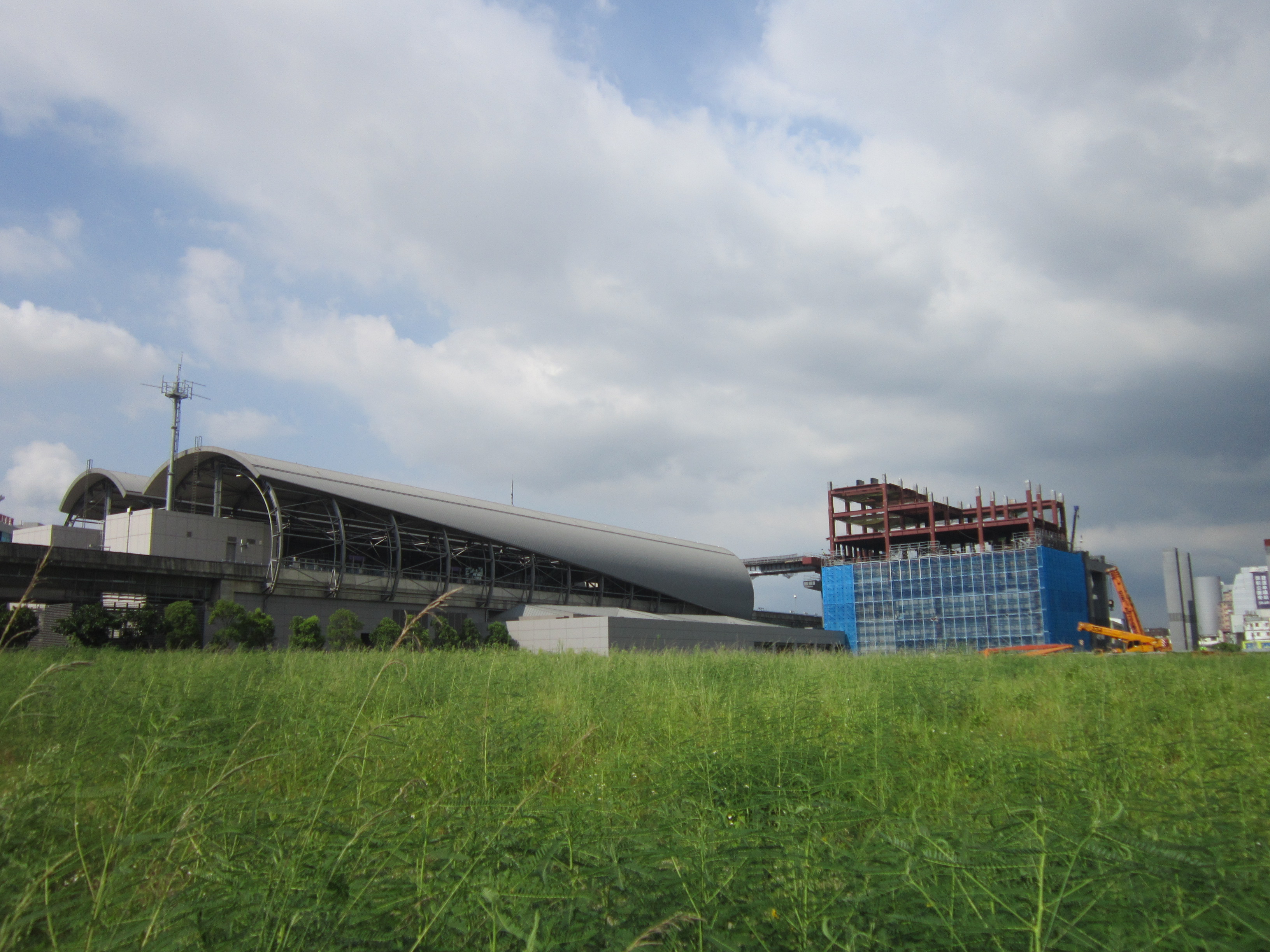
正在進行台北捷運環狀線共構工程的新北產業園區站

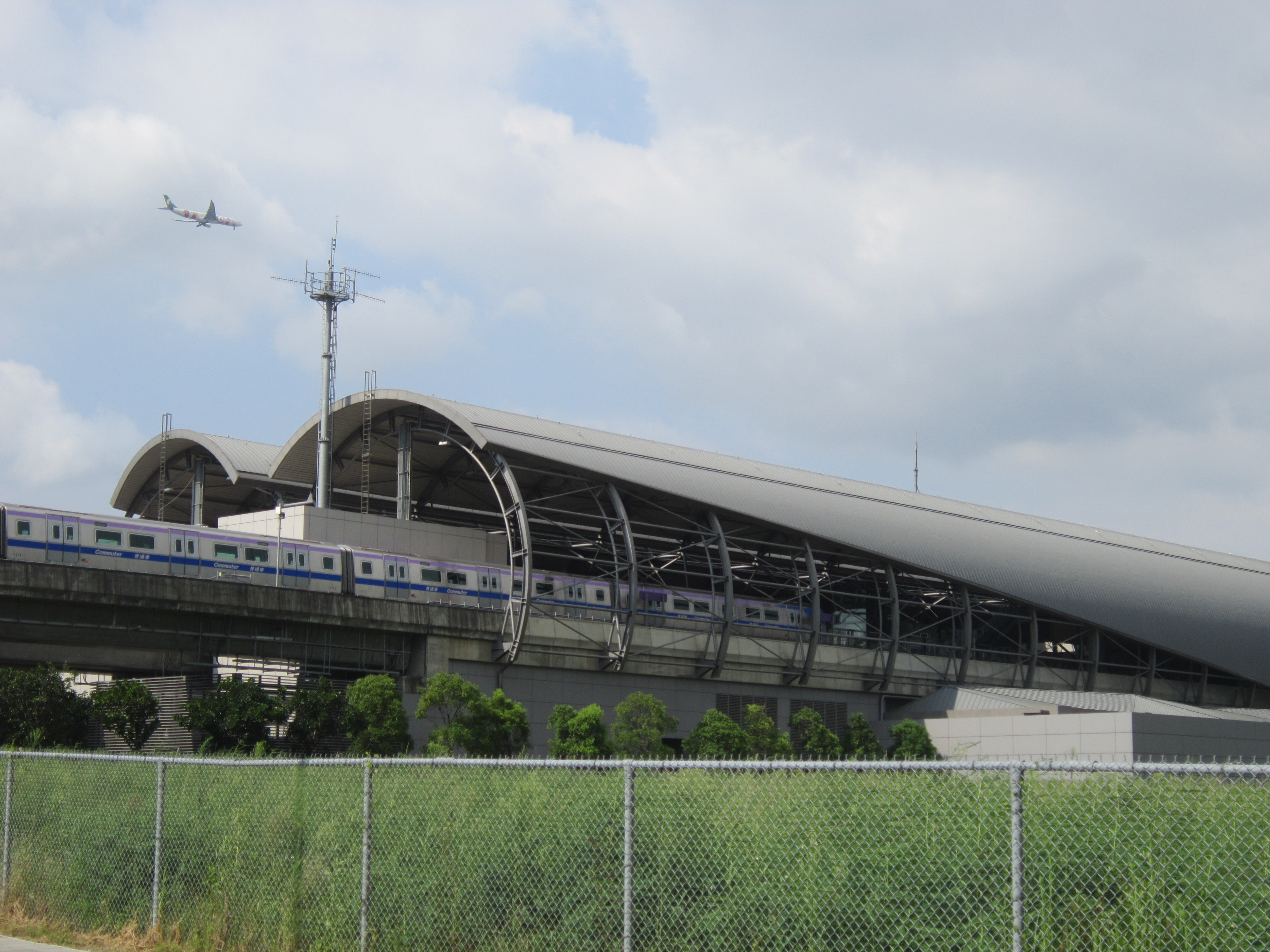
一列機場線普通車正駛進新北產業園區站

新北產業園區站位於臺灣新北市新莊區，是台北捷運環狀線以及桃園捷運機場線高架交會的捷運車站。車站坐落於新莊區福基里東北側的五工路上，南方則為頭前重劃區與新莊副都心兩大重劃區連接之新北大道和思源路口。

## 車站概要
車站位於五工路與新北大道口北側，機場線車站大致與新北大道平行，環狀線車站大致與五工路平行，因經濟部產業園區管理局新北產業園區在車站北側而得名。本站在規劃及興建時舊名「五股工業區站」，2011年6月五股工業區更名為新北產業園區，站名因而更名為「新北產業園區站」。車站編號的部分，環狀線為Y20，機場線為A3。

## 車站構造
本站為桃園捷運機場線與台北捷運環狀線之高架交會車站，也是台灣第一座有兩條高架路線的捷運站。
桃園捷運機場線設有兩座島式月台、四股軌道，站體長約132公尺，寬約32公尺，設有1處出入口，2座無障礙電梯。台北捷運環狀線則設有兩座側式月台，站體長約87公尺，寬約23公尺，高約33.5公尺，設有1處出入口與土地開發大樓共構，1座無障礙電梯。本站並設有兩項公共藝術。

### 車站樓層
| 地上 六樓          |                                                        | |
| 側式月台，右側開門 |                                                        | |
| 一月台             | 環狀線 往大坪林站方向（Y19 幸福站）（僅特殊狀況開放）→ | |
| 二月台             | 環狀線 往大坪林站方向（Y19 幸福站）→                   | |
| 側式月台，右側開門 |                                                        | |
| 地上 五樓          | 環狀線 大廳層                                          | 環狀線詢問處、自動售票機、驗票閘門 往桃園捷運機場線連通道、洗手間（付費區內外皆有）                               |
| 地上 三樓          | 連通道層                                               | 桃園捷運機場線詢問處、自動售票機、驗票閘門 往環狀線連通道                                                         |
| 地上 二樓          | ①號月台                                                | ← 機場線 █ 普通車 往老街溪方向（新莊副都心站）                                                                    |
| 地上 二樓          | 島式月台，普通車左側開門，直達車右側開門               | |
| 地上 二樓          | ②號月台                                                | ← 機場線 █ 直達車 往環北/機場第二航廈方向（長庚醫院站）                                                           |
| 地上 二樓          | ③號月台                                                | 機場線 █ 直達車 往終點站方向（台北車站）→                                                                         |
| 地上 二樓          | 島式月台，普通車左側開門，直達車右側開門               | |
| 地上 二樓          | ④號月台                                                | 機場線 █ 普通車 往台北方向（三重站）→                                                                             |
| 地面               | 機場線 大廳層                                          | 桃園捷運機場線出入口、車站大廳、詢問處、自動售票機、驗票閘門 預辦登機櫃檯、自助報到機、洗手間（站體北側付費區內） |
| 地下 一樓          | 停車場                                                 | 停車場 |

- 未來待環狀線北環段通車後一月台將變更成下行月台往新北產業園區五權路口之五工路道路下方之Y21站。

### 車站月台

#### 桃園機場捷運
桃園捷運機場線於2017年3月2日剛通車時，外側1、4月台停靠普通車，內側2、3月台停靠直達車。然而，此四股月台的設計是為了使普通車能夠避讓直達車優先通過，但在目前的班距下並無此需求，且轉換軌道時會導致普通車進站速度大幅降低，因此桃園捷運公司於2018年7月15日暫停使用第1、4月台，所有列車皆停靠第2、3月台，待日後營運需求再調整回去（加班車或異常除外）。
因配合「交通部鐵道局北部工程處ME03A標施工測試作業」相關試驗及驗收，自2022年1月23日至4月6日，第2、3月台暫停使用以作為測試用途，列車皆停靠第1、4月台。4月7日起回復以往的停站方式（1、4月台停靠普通車，內側2、3月台停靠直達車）。
2023年12月22日起，暫停使用第1、4月台，所有列車皆停靠第2、3月台。

#### 環狀線
2024年04月03起，因受0403地震影響造成板橋至中和段區間中斷，並於17:00起以新北產業園區站至板橋站採取單線雙向運行方式載客，並調整班距約為23分一班發車。
2024年04月13日，新增新北產業園區直達板橋(沿途不停靠)往返列車班次。
2024年06月03日起，取消直達車，新北產業園區站至板橋站調整採雙線雙向行駛，班距調降約為15分鐘一班。
2024年12月12日中午12時起，恢復為0403地震前的營運模式。

### 車站出口

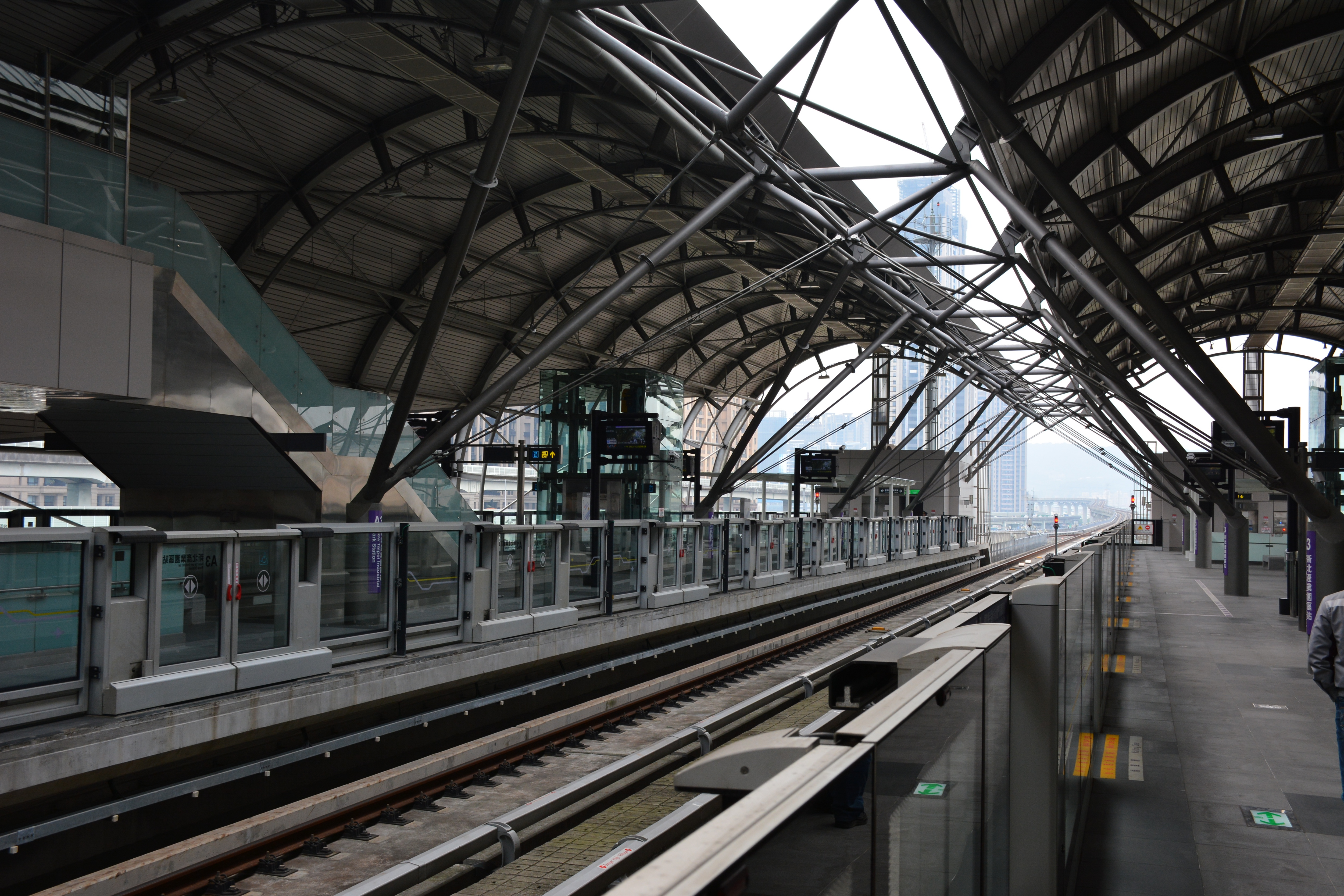
桃園捷運機場線月台

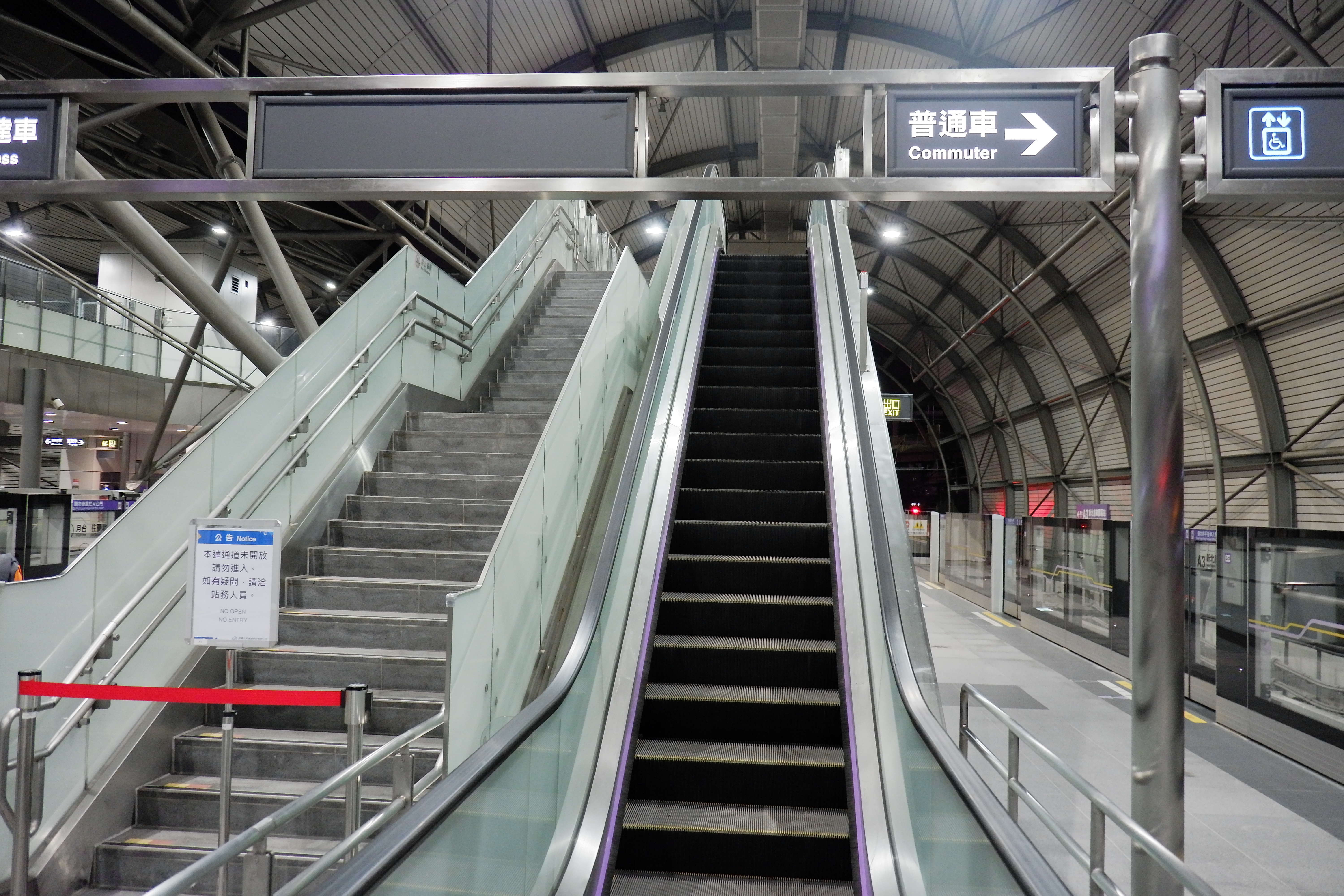
3F連通層階梯。

| 桃園捷運機場線新北產業園區站出入口 |      |                                                                  |
| 出入口                             | 圖片 | 位置                                                             |
| 出入口1                            |      | 五工路37號（桃園捷運機場線出入口，可透過非付費區連通至環狀線。） |
| 臺北捷運環狀線新北產業園區站出入口 |      |                                                                  |
| 單一出入口 · 設有電梯 · 設有手扶梯 |      | 五工路35號（捷運環狀線出入口，可透過非付費區連通至機場線。）     |
| 註： 設有電梯 \| 設有手扶梯        |      |                                                                  |

## 歷史
- 2017年3月2日，本站機場捷運隨著機場捷運「臺北車站—環北」段正式通車而啟用[1]。
- 2019年10月25日：臺北市政府辦理環狀線第一階段（西環段）初勘作業。
- 2020年1月5日：交通部辦理環狀線第一階段（西環段）履勘作業。
- 2020年1月19日：本站環狀線「新北產業園區—大坪林」段開放試營運，試乘時間於上午10點至下午4點[11][12]。
- 2020年1月31日：環狀線新北產業園區站隨著環狀線「新北產業園區—大坪林」段正式通車而啟用[13][14][15]同日開通桃園機場捷運市區預辦登機服務[16][17]。
- 2023年1月31日：環狀線西環段（新北產業園區站-大坪林站）交回新北捷運公司營運[18]。
- 2031年預計環狀線南北環段通車，自本站延伸至劍南路站。

## 利用狀況
根據2024年12月資料，本站每日旅運量約為10,843，在台北捷運各站中排行第100名。
| 年   | 機場線    | 機場線    | 機場線    | 機場線 | 機場線  | 機場線  | 環狀線    | 環狀線    | 環狀線    | 環狀線 | 環狀線  | 環狀線  |
| 年   | 全年      | 全年      | 全年      | 全年   | 1日平均 | 1日平均 | 全年      | 全年      | 全年      | 全年   | 1日平均 | 1日平均 |
| 年   | 上車      | 下車      | 上下車    | 來源   | 上車    | 上下車  | 上車      | 下車      | 上下車    | 來源   | 上車    | 上下車  |
| ---- | --------- | --------- | --------- | ------ | ------- | ------- | --------- | --------- | --------- | ------ | ------- | ------- |
| 2017 | 666千     | 659千     | 1,325千   | [ a ]  | 2,184   | 4,344   | 未營運    | 未營運    | 未營運    | 未營運 | 未營運  | 未營運  |
| 2018 | 939千     | 929千     | 1,868千   | [ b ]  | 2,573   | 5,118   | 未營運    | 未營運    | 未營運    | 未營運 | 未營運  | 未營運  |
| 2019 | 1,145千   | 1,143千   | 2,288千   | [ c ]  | 3,137   | 6,268   | 未營運    | 未營運    | 未營運    | 未營運 | 未營運  | 未營運  |
| 2020 | 1,367千   | 1,311千   | 2,678千   | [ d ]  | 3,735   | 7,317   | 1,176,485 | 1,195,809 | 2,372,294 | [ e ]  | 3,380   | 6,831   |
| 2021 | 1,173千   | 1,105千   | 2,278千   | [ f ]  | 3,213   | 6241    | 1,096,287 | 1,115,027 | 2,211,314 | [ e ]  | 3,003   | 6,058   |
| 2022 | 1,435,152 | 1,358,510 | 2,793,662 | [ g ]  | 3,932   | 7,654   | 1,401,606 | 1,429,831 | 2,831,437 | [ e ]  | 3,840   | 7,757   |
| 2023 | 2,142,579 | 2,092,345 | 4,234,924 | [ h ]  | 5,870   | 11,603  | 1,995,316 | 2,006,463 | 4,001,779 | [ e ]  | 5,467   | 10,964  |

## 車站周邊
- 新北產業園區（原名五股工業區）
- 新北市新莊區昌平國民小學
- 新北市立頭前國民中學
- 新北市新莊區興化國民小學
- 新北市公共自行車租賃系統 捷運新北產業園區站
- 台1線高架橋
- 八里新店線
- 聯邦銀行
- 台新銀行
- 第一銀行
- 台灣企銀
- 台北富邦商業銀行
- 華南銀行
- 晶冠廣場（國賓影城）
- 新北市知識產業園區
- 新北市國際創新園區
- 台北國際社區廣播電台（ICRT）
- 新北溪北轉運站

## 公車資訊
站牌名為《捷運新北產業園區站（五工路）》
| 編號     | 經營業者             | 區間                                            | 備註               |
| -------- | -------------------- | ----------------------------------------------- | ------------------ |
| 520      | 三重客運             | 捷運新北產業園區站←→捷運民權西路站              | 屬於新北市區公車。 |
| 582工業  | 國光客運             | 立體停車場←→臺北車站（北三門、218公車站牌左側） | 屬於新北市區公車。 |
| 835      | 三重客運             | 新北產業園區←→捷運臺大醫院站                    | 屬於新北市區公車。 |
| 899      | 三重客運             | 捷運蘆洲站←→捷運新北產業園區站                  | 屬於新北市區公車。 |
| 982      | 首都客運、大都會客運 | 新莊←→新店                                      | 屬於新北市區公車。 |
| 982 區間 | 首都客運、大都會客運 | 新北產業園區←→捷運新埔站                        | 屬於新北市區公車。 |
| 橘17     | 大都會客運           | 新莊中原路←→捷運三民高中站                      | 屬於新北市區公車。 |
| 橘21     | 三重客運             | 龍壽里←→捷運新北產業園區站                      | 屬於新北市區公車。 |
| 958      | 三重客運             | 捷運先嗇宮站←→捷運新北產業園區站                | 屬於新北市區公車。 |
| 959      | 三重客運             | 捷運先嗇宮站←→捷運新北產業園區站                | 屬於新北市區公車。 |
| F202     | 新北市新巴士         | 文藝中心←→新莊高中（中港頭前線）                | 屬於新北市區公車。 |

## 腳注
1. ↑  106年新北市捷運統計年報（來源：桃園捷運公司）[19]
2. ↑  107年新北市捷運統計年報（來源：桃園捷運公司）[20]
3. ↑  108年新北市捷運統計年報（來源：桃園捷運公司）[21]
4. ↑  109年新北市捷運統計年報（來源：桃園捷運公司）[22]
5. ↑  北捷營運天數348天(1/19-12/31)[23]
6. ↑  110年新北市捷運統計年報（來源：桃園捷運公司）[24]
7. ↑  桃園捷運公司官方資料每月份（111年1月份[25]-12月份[26]）總計
8. ↑  桃園捷運公司官方資料每月份（112年1月份[27]-12月份[28]）總計

## 來源資料
1. 1 2  YouTube上的機場捷運核准營運既試營運計畫記者會 
.udn video.2017-01-25
2. ↑  . 卞金峰. 中央社. 2020-01-21  [2020-01-21]. （原始内容存档于2020-02-26）.
3. ↑  捷運環狀線1/31通車 一張圖看懂哪8站可以轉乘 （页面存档备份，存于），自由時報 2020-01-21
4. ↑  新北環狀線 1月31日通車營運，新北環狀線免費試乘3日，吸引超過11萬人試乘 （页面存档备份，存于）2020-01-24。
5. 1 2  . 臺北大眾捷運股份有限公司. 2021-01-15.
6. ↑  . 台灣鐵道網. 2011-04-29. （原始内容存档于2013-09-27）.
7. ↑  . 高鐵局捷運工程處. 2011-07-21. （原始内容存档于2011-07-04）.
8. ↑  . 臺北市政府捷運工程局. 2019-01-15  [2020-01-15]. （原始内容存档于2020-11-05）.
9. ↑  .   [2024-01-03]. （原始内容存档于2024-01-03）.
10. ↑  .   [2024-01-03]. （原始内容存档于2024-01-03）.
11. ↑  捷運新北環狀線 19日起免費試乘 （页面存档备份，存于），自由時報，2020-01-17。
12. ↑  新北捷運環狀線 19日起免費試乘 （页面存档备份，存于），Yahoo奇摩新聞，2020-01-17。
13. ↑  . 卞金峰. 中央社. 2020-01-21  [2020-01-21]. （原始内容存档于2020-02-26）.
14. ↑  捷運環狀線1/31通車 一張圖看懂哪8站可以轉乘 （页面存档备份，存于） 自由時報 2020-01-21
15. ↑  新北環狀線 1月31日通車營運，新北環狀線免費試乘3日，吸引超過11萬人試乘 （页面存档备份，存于）2020-01-24
16. ↑  桃園機場將於機捷A3站 啟用市區預辦登機服務 （页面存档备份，存于），經濟日報，2020-01-30。
17. ↑  機捷A3站免費預辦登機服務開通 轉乘環狀線可享8折優惠 （页面存档备份，存于），自由時報，2020-01-31
18. ↑  葉德正、楊亞璇. . 中時新聞網. 2022-06-07  [2022-06-07]. （原始内容存档于2022-06-15） （中文）.
19. ↑  .  (PDF) (报告) 中華民國106年. 新北市政府捷運工程局. 2018-06  [2019-06-08]. （原始内容存档 (PDF)于2019-08-11）.
20. ↑  .  (PDF) (报告) 中華民國107年. 新北市政府捷運工程局: 頁3-13～3-14. 2019-07-04  [2019-07-05]. （原始内容存档 (PDF)于2019-07-06）.
21. ↑  .  (PDF) (报告) 中華民國108年. 新北市政府捷運工程局: 頁44–48. 2020-06-04  [2020-06-06]. （原始内容 (PDF)存档于2020-06-07）.
22. ↑  .  (PDF) (报告) 中華民國109年. 新北市政府捷運工程局: 頁44–49. 2021-05  [2021-05-08]. （原始内容存档 (PDF)于2021-05-08）.
23. ↑  . 臺北市交通統計資料庫查詢系統. 2024-01-31  [2024-02-05]. （原始内容存档于2020-11-28）.
24. ↑  .  (PDF) (报告) 中華民國110年. 新北市政府捷運工程局: 頁48. 2022-05  [2022-05-16]. 原始内容存档于2022-05-19.
25. ↑   (PDF) (报告). 桃園捷運公司. 2022-09-20  [2024-02-12]. （原始内容存档 (PDF)于2023-08-06）.
26. ↑   (PDF) (报告). 桃園捷運公司. 2023-01-19  [2024-02-12]. （原始内容存档 (PDF)于2023-08-06）.
27. ↑   (PDF) (报告). 桃園捷運公司. 2023-02-16.
28. ↑   (PDF) (报告). 桃園捷運公司. 2024-01-16.

## 外部連結
台北捷運公司
- 新北產業園區站位置圖（台北捷運公司） （页面存档备份，存于）
- 新北產業園區站車站剖面相關位置圖（台北捷運公司） （页面存档备份，存于）

桃園捷運公司
- 桃園捷運 新北產業園區站 （页面存档备份，存于）（繁體中文）
- 桃園大眾捷運股份有限公司->乘車指南->路網圖 （页面存档备份，存于）（繁體中文）

臺北市政府捷運工程局
- 臺北市政府捷運工程局 （页面存档备份，存于）

桃園市政府捷運工程局
- 桃園市政府捷運工程局 （页面存档备份，存于）
- 販賣店現況 （页面存档备份，存于）